# La Chaussée-d'Ivry
 La Chaussée-d'Ivry  là một xã thuộc tỉnh Eure-et-Loir trong vùng Centre-Val de Loire ở bắc trung bộ nước Pháp. Xã này nằm ở khu vực có độ cao trung bình 52-168 mét trên mực nước biển.